# Eustrotia megaplaga
Eustrotia megaplaga là một loài bướm đêm trong họ Noctuidae.